# Kreivilä
Kreivilä – wieś w Finlandii, w rejonie Uusimaa, w gminie Myrskylä.